# Atelopus siranus
Atelopus siranus är en groddjursart som beskrevs av Stefan Lötters och Henzl 2000. Atelopus siranus ingår i släktet Atelopus och familjen paddor. IUCN kategoriserar arten globalt som otillräckligt studerad. Inga underarter finns listade.